# Pachysentis
Genre
Pachysentis est un genre d'acanthocéphales de la famille des Oligacanthorhynchidae.

## Écologie
Au stade adulte, ces espèces parasitent l'intestin des fissipèdes (canidés et mustélidés) de l'Ancien Monde et du Nouveau Monde.

## Description
Corps cylindrique, court et épais, de taille moyenne, dont le plus grand diamètre est toujours placé près de l’extrémité antérieure du tronc. Proboscis sub-globuleux, portant toujours plus de 36 crochets (12 spires de 6 à 9 crochets chacune) et souvent non disposés en lignes parfaites. Les crochets les plus volumineux sont les antérieurs. Ils possèdent des racines s’étendant en avant et en arrière, de part et d’autre de la base d’insertion de la lame. Lemnisci longs et rubanés, contenant quelques rares noyaux géants. Canaux principaux du système lacunaire dorsal et ventral. Testicules placés près du milieu du tronc, parfois en avant de ce milieu. Protonéphridies présentes. Embryophores à coque compacte et granuleuse.

## Liste des espèces
Selon ITIS (1 février 2020) :
- Pachysentis angolensis (Golvan, 1957)
- Pachysentis canicola Meyer, 1931
- Pachysentis dollfusi (Machado-Filho, 1950)
- Pachysentis ehrenbergi Meyer, 1931
- Pachysentis gethi (Machado-Filho, 1950)
- Pachysentis lenti (Machado-Filho, 1950)
- Pachysentis procumbens Meyer, 1931
- Pachysentis procyonis (Machado-Filho, 1950)
- Pachysentis rugosus (Machado-Filho, 1950)
- Pachysentis septemserialis (Machado-Filho, 1950)